# The Scimitar of the Prophet

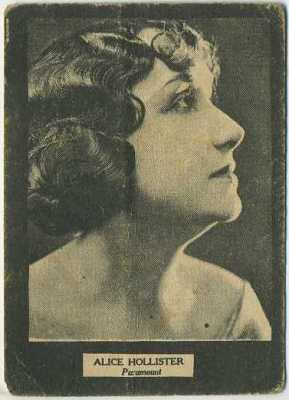
O filme estrelou Alice Hollister

The Scimitar of the Prophet é um curto filme de drama mudo norte-americano de 1913. O filme estrelou Earle Foxe e Alice Hollister.

## Elenco
- Earle Foxe
- Alice Hollister
- Robert G. Vignola
- Henry Hallam